# Cá mòi dầu
Cá mòi dầu hay cá nhiên liệu là bất kỳ những con cá thực phẩm của các chi Brevoortia và Ethmidium là hai chi cá biển trong họ Clupeidae. Thuật ngữ Cá mòi có nguồn gốc từ một từ người Mỹ bản địa chỉ về phân bón, ở Việt Nam, cá mòi lớn đến độ hai bên lườn đầy mỡ, dân gian vẫn gọi là cá mòi dầu. Cá mòi dầu sẽ làm nguyên liệu cho sơn cá mòi dầu, là loại dầu có màu nâu hơi vàng hoặc nâu hơi đỏ khô nhanh thu được bằng cách nấu hoặc ép cá mòi dầu, sử dụng để làm xà phòng, vải sơn lót nền nhà, sơn và véc-ni

## Đặc điểm
Cá mòi dầu có ngoại hình bằng phẳng, có thịt mềm, và một cái đuôi chẻ sâu. Ngoài ra, đuôi cá mòi dầu đuôi có màu vàng sáng trái ngược với những con cá mòi dầu Đại Tây Dương. Chiều dài tối đa của cá mòi dầu là 15 inch. Cá mòi dầu Đại Tây Dương có thể đẻ trứng quanh năm ở các vùng nước ven bờ ngoài khơi bờ biển Đại Tây Dương, với tỷ lệ sinh sản cao nhất gần Bắc Carolina vào cuối mùa thu. Trứng nở trong đại dương và ấu trùng trôi về đến cửa sông qua dòng hải lưu. Cá con dành một năm phát triển trong các cửa sông trước khi trở về đại dương.
Một con cá cái có thể có khoảng 38.000 trứng, trong khi một cá thể cái hoàn toàn trưởng thành có thể đẻ lên tới 362.000. Trứng nổi và nở trong vòng 2 đến 3 ngày tùy thuộc vào nhiệt độ. Ấu trùng sẽ dành 1 đến 3 tháng ở vùng biển trên thềm lục địa. Cá con ấu trùng sẽ đi vào Vịnh vào cuối mùa đông và đầu mùa hè. Cá ấu trùng sẽ di chuyển vào vùng biển độ mặn thấp hơn trong nhánh cửa sông trong khi cá trưởng thành và chưa trưởng thành vẫn còn trong Vịnh cho đến mùa thu.

## Phân loài
- Chi Brevoortia T. N. Gill, 1861
  - Brevoortia aurea (Spix & Agassiz, 1829)  (Brazilian menhaden);
  - Brevoortia gunteri Hildebrand, 1948  (Finescale menhaden);
  - Brevoortia patronus Goode, 1878  (Gulf menhaden);
  - Brevoortia pectinata (Jenyns, 1842)  (Argentine menhaden);
  - Brevoortia smithi Hildebrand, 1941  (Yellowfin menhaden);
  - Brevoortia tyrannus (Latrobe, 1802)  (Atlantic menhaden).
- Chi Ethmidium W. F. Thompson, 1916 
  - Ethmidium maculatum (Valenciennes, 1847)  (Pacific menhaden).